# Carlos Alcaraz
Carlos Alcaraz Garfia (sinh ngày 5 tháng 5 năm 2003) là một vận động viên quần vợt người Tây Ban Nha. Alcaraz đã giành được 17 danh hiệu đơn ATP Tour, bao gồm 4 giải Grand Slam là Mỹ Mở rộng 2022, Wimbledon 2023, Pháp mở rộng 2024, Wimbledon 2024 cùng với năm danh hiệu Masters 1000. Với chức vô địch Mỹ Mở rộng vào tháng 9 năm 2022, Alcaraz trở thành tay vợt nam trẻ nhất được xếp hạng số 1 thế giới trong lịch sử, khi mới 19 tuổi 4 tháng 6 ngày.
Ở tuổi 16, Alcaraz có trận đấu đầu tiên ở vòng đấu chính ATP tại Rio Open 2020, đánh bại tay vợt đồng hương Albert Ramos Viñolas, 7–6(7–2), 4–6, 7–6(7–2), trong 3 giờ 36 phút, sau khi được đặc cách vào vòng đấu chính. Ở tuổi 17 anh vượt qua vòng loại Giải quần vợt Úc Mở rộng 2021 để trở thành tay vợt trẻ nhất giải đấu ở nội dung đơn nam. Alcaraz thắng trận Grand Slam đầu tiên trước Botic van de Zandschulp sau 3 set.

## Thống kê sự nghiệp
| VĐ | CK | BK | TK | V# | RR | Q# | A |  | Z# | PO | G | F-S | SF-B | NMS | NH |

Tính đến giải Barcelona Open 2023.

### Đơn
| Giải đấu               | 2020 | 2021  | 2022  | 2023 | SR                          | T-B                         | % Thắng                     |     |
| ---------------------- | ---- | ----- | ----- | ---- | --------------------------- | --------------------------- | --------------------------- | --- |
| Grand Slam             |      |       |       |      |                             |                             |                             |     |
| Australian Open        | A    | 2R    | 3R    | A    | 0/2                         | 3–2                         | 60%                         |     |
| French Open            | Q1   | 3R    | QF    | SF   |                             | 0/ 3                        | 11-3                        | 79% |
| Wimbledon              | NH   | 2R    | 4R    | W    |                             | 1/ 3                        | 11-2                        | 85% |
| US Open                | A    | QF    | W     |      | 1 / 2                       | 11–1                        | 92%                         |     |
| Thắng-bại              | 0–0  | 8–4   | 16–3  | 0–0  | 1 / 8                       | 24–7                        | 77%                         |     |
| Year-end championships |      |       |       |      |                             |                             |                             |     |
| ATP Finals             | DNQ  | DNQ   | A     |      | 0 / 0                       | 0–0                         | –                           |     |
| ATP Masters 1000       |      |       |       |      |                             |                             |                             |     |
| Indian Wells Masters   | NH   | 2R    | SF    | W    | 1 / 3                       | 10–2                        | 83%                         |     |
| Miami Open             | NH   | 1R    | W     | SF   | 1 / 3                       | 10–2                        | 83%                         |     |
| Monte-Carlo Masters    | NH   | A     | 2R    | A    | 0 / 1                       | 0–1                         | 0%                          |     |
| Madrid Open            | NH   | 2R    | W     | W    | 2 / 3                       | 12–1                        | 92%                         |     |
| Italian Open           | A    | A     | A     |      | 0 / 0                       | 0–0                         | –                           |     |
| Canadian Open          | NH   | A     | 2R    |      | 0 / 1                       | 0–1                         | 0%                          |     |
| Cincinnati Masters     | A    | 1R    | QF    |      | 0 / 2                       | 2–2                         | 50%                         |     |
| Shanghai Masters       | NH   | NH    | NH    |      | 0 / 0                       | 0–0                         | –                           |     |
| Paris Masters          | A    | 3R    | QF    |      | 0 / 2                       | 4–2                         | 67%                         |     |
| Thắng-bại              | 0–0  | 3–5   | 19–5  | 16–1 | 4 / 15                      | 38–11                       | 78%                         |     |
| Thống kê sự nghiệp     |      |       |       |      |                             |                             |                             |     |
|                        | 2020 | 2021  | 2022  | 2023 | Sự nghiệp                   | Sự nghiệp                   | Sự nghiệp                   |     |
| Giải đấu               | 1    | 19    | 17    | 5    | Tổng cộng sự nghiệp: 42     | Tổng cộng sự nghiệp: 42     | Tổng cộng sự nghiệp: 42     |     |
| Danh hiệu              | 0    | 1     | 5     | 4    | Tổng cộng sự nghiệp: 10     | Tổng cộng sự nghiệp: 10     | Tổng cộng sự nghiệp: 10     |     |
| Chung kết              | 0    | 1     | 7     | 5    | Tổng cộng sự nghiệp: 13     | Tổng cộng sự nghiệp: 13     | Tổng cộng sự nghiệp: 13     |     |
| Tổng số thắng-bại      | 1–1  | 32–17 | 57–13 | 29–2 | 10 / 43                     | 119–33                      | 78%                         |     |
| % thắng                | 50%  | 65%   | 81%   | 94%  | Tổng cộng sự nghiệp: 78.29% | Tổng cộng sự nghiệp: 78.29% | Tổng cộng sự nghiệp: 78.29% |     |
| Xếp hạng cuối năm      | 141  | 32    | 1     |      | $14,267,635                 | $14,267,635                 | $14,267,635                 |     |

1. 1 2  In ATP Tour and Grand Slam main draw matches, Summer Olympics, Davis Cup and Laver Cup
2. ↑  Đủ điều kiện nhưng không tham gia vì chấn thương
3. ↑  Xếp hạng ATP năm 2019: 492

## Các trận chung kết lớn

### Chung kết Grand Slam

#### Đơn: 4 (4 danh hiệu)
| Kết quả | Năm  | Giải đấu     | Mặt sân | Đối thủ          | Tỷ số                        |
| ------- | ---- | ------------ | ------- | ---------------- | ---------------------------- |
| Thắng   | 2022 | Mỹ Mở rộng   | Cứng    | Casper Ruud      | 6–4, 2–6, 7–6(7–1), 6–3      |
| Thắng   | 2023 | Wimbledon    | Cỏ      | Novak Djokovic   | 1–6, 7–6(8–6), 6–1, 3–6, 6–4 |
| Thắng   | 2024 | Pháp Mở rộng | Đất nện | Alexander Zverev | 6–3, 2–6, 5–7, 6–1, 6–2      |
| Thắng   | 2024 | Wimbledon    | Cỏ      | Novak Djokovic   | 6–2, 6–2, 7–6(7–4)           |

### Chung kết Masters 1000

#### Đơn: 6 (5 danh hiệu, 1 á quân)
Alcaraz là tay vợt đầu tiên sinh trong thập niên 2000 vô địch một giải ATP Masters 1000 và cũng là tay vợt giành nhiều danh hiệu Masters 1000.
| Kết quả | Năm  | Giải đấu              | Mặt sân | Đối thủ            | Tỷ số                   |
| ------- | ---- | --------------------- | ------- | ------------------ | ----------------------- |
| Thắng   | 2022 | Miami Open            | Cứng    | Casper Ruud        | 7–5, 6–4                |
| Thắng   | 2022 | Madrid Open           | Đất nện | Alexander Zverev   | 6–3, 6–1                |
| Thắng   | 2023 | Indian Wells Masters  | Cứng    | Daniil Medvedev    | 6–3, 6–2                |
| Thắng   | 2023 | Madrid Open (2)       | Đất nện | Jan-Lennard Struff | 6–4, 3–6, 6–3           |
| Thua    | 2023 | Cincinnati Masters    | Cứng    | Novak Djokovic     | 7–5, 6–7(7–9), 6–7(4–7) |
| Thắng   | 2024 | Indian Wells Open (2) | Hard    | Daniil Medvedev    | 7–6(7–5), 6–1           |

## Chung kết ATP

### Đơn: 22 (17 danh hiệu, 5 á quân)
| Nhóm giải              |
| ---------------------- |
| Grand Slam (4–0)       |
| Olympics (0–1)         |
| ATP Finals (0–0)       |
| ATP Masters 1000 (5–1) |
| ATP 500 Series (6–2)   |
| ATP 250 Series (2–1)   |

| Mặt sân       |
| ------------- |
| Cứng (6–1)    |
| Đất nện (8–4) |
| Cỏ (3–0)      |

| Kiểu sân          |
| ----------------- |
| Ngoài trời (16–5) |
| Trong nhà (1–0)   |

| Kết quả | Thắng-Thua | Ngày             | Giải đấu                                   | Cấp độ       | Mặt sân  | Đối thủ             | Tỷ số                        |
| ------- | ---------- | ---------------- | ------------------------------------------ | ------------ | -------- | ------------------- | ---------------------------- |
| Thắng   | 1–0        | Th7 năm 2021     | Croatia Open, Croatia                      | 250 Series   | Đất nện  | Richard Gasquet     | 6–2, 6–2                     |
| Thắng   | 2–0        | Th2 năm 2022     | Rio Open, Brazil                           | 500 Series   | Đất nện  | Diego Schwartzman   | 6–4, 6–2                     |
| Thắng   | 3–0        | Th3 năm 2022     | Miami Open, Mỹ                             | Masters 1000 | Cứng     | Casper Ruud         | 7–5, 6–4                     |
| Thắng   | 4–0        | Th4 năm 2022     | Barcelona Open, Tây Ban Nha                | 500 Series   | Đât nện  | Pablo Carreño Busta | 6–3, 6–2                     |
| Thắng   | 5–0        | tháng 5 năm 2022 | Madrid Open, Tây Ban Nha                   | Masters 1000 | Đất nện  | Alexander Zverev    | 6–3, 6–1                     |
| Thua    | 5–1        | Th7 năm 2022     | Hamburg European Open, Đức                 | 500 Series   | Đất nện  | Lorenzo Musetti     | 4–6, 7–6(8–6), 4–6           |
| Thua    | 5–2        | Th7 năm 2022     | Croatia Open, Croatia                      | 250 Series   | Đất nện  | Jannik Sinner       | 7–6(7–5), 1–6, 1–6           |
| Thắng   | 6–2        | Th9 năm 2022     | US Open, Mỹ                                | Grand Slam   | Cứng     | Casper Ruud         | 6–4, 2–6, 7–6(7–1), 6–3      |
| Thắng   | 7–2        | Th2 năm 2023     | Argentina Open, Argentina                  | 250 Series   | Đất nện  | Cameron Norrie      | 6–3, 7–5                     |
| Thua    | 7–3        | Th2 năm 2023     | Rio Open, Brazil                           | 500 Series   | Đất nện  | Cameron Norrie      | 7–5, 4–6, 5–7                |
| Thắng   | 8–3        | Th3 năm 2023     | Indian Wells Masters, Mỹ                   | Masters 1000 | Hard     | Daniil Medvedev     | 6–3, 6–2                     |
| Thắng   | 9–3        | Th4 năm 2023     | Barcelona Open, Tây Ban Nha (2)            | 500 Series   | Đất nện  | Stefanos Tsitsipas  | 6–3, 6–4                     |
| Thắng   | 10–3       | tháng 5 năm 2023 | Madrid Open, Tây Ban Nha (2)               | Masters 1000 | Đất nện  | Jan-Lennard Struff  | 6–4, 3–6, 6–3                |
| Thắng   | 11–3       | Th6 năm 2023     | Queen's Club Championships, Vương quốc Anh | 500 Series   | Cỏ       | Alex de Minaur      | 6–4, 6–4                     |
| Thắng   | 12–3       | Th7 năm 2023     | Wimbledon, Vương quốc Anh                  | Grand Slam   | Cỏ       | Novak Djokovic      | 1–6, 7–6(8–6), 6–1, 3–6, 6–4 |
| Thua    | 12–4       | Th8 năm 2023     | Cincinnati Masters, Mỹ                     | Masters 1000 | Cứng     | Novak Djokovic      | 7–5, 6–7(7–9), 6–7(4–7)      |
| Thắng   | 13–4       | Th3 năm 2024     | Indian Wells Open, Mỹ (2)                  | Masters 1000 | Cứng     | Daniil Medvedev     | 7–6(7–5), 6–1                |
| Thắng   | 14–4       | Th6 năm 2024     | French Open, Pháp                          | Grand Slam   | Đất nện  | Alexander Zverev    | 6–3, 2–6, 5–7, 6–1, 6–2      |
| Thắng   | 15–4       | Th7 năm 2024     | Wimbledon, Vương quốc Anh (2)              | Grand Slam   | Cỏ       | Novak Djokovic      | 6–2, 6–2, 7–6(7–4)           |
| Thua    | 15–5       | Th8 năm 2024     | Summer Olympics, Pháp                      | Olympics     | Đất nện  | Novak Djokovic      | 6–7(3–7), 6–7(2–7)           |
| Thắng   | 16–5       | Th10 năm 2024    | China Open, Trung Quốc                     | 500 Series   | Cứng     | Jannik Sinner       | 6–7(6–8), 6–4, 7–6(7–3)      |
| Thắng   | 17–5       | Th2 năm 2025     | Rotterdam Open, Hà Lan                     | 500 Series   | Cứng (i) | Alex de Minaur      | 6–4, 3–6, 6–2                |